# 东村 (北京市)
东村位于北京市房山区蒲洼乡，地处北京市西南方，108国道穿村而过。该村占地9.6平方公里，常住人口约878人，拥有480户家庭。东村不仅是一个传统的农村社区，还因为90年代一群年轻的前卫艺术家的聚集而成为中国当代艺术的重要发源地。
2010年东村被评为市级生态村，2009年、2010年先后被评为山区发展先进村和观光旅游先进村，2012年被评为区级文明村。2013-2014年度“北京最美的乡村”提名村。2020年11月，被评为第六届全国文明村镇。

## 艺术
北京东村艺术社区成立于1993年，由一群志同道合的艺术家在简陋住房中共同居住，成为他们的创作基地。